# A Nightmare on Elm Street (2010)
A Nightmare on Elm Street är en amerikansk slasherfilm från 2010, regisserad av Samuel Bayeroch skriven av Wesley Strick och Eric Heisserer. I huvudrollerna syns Jackie Earle Haley, Kyle Gallner, Rooney Mara, Katie Cassidy, Thomas Dekker och Kellan Lutz. Det är en nyinspelning av Wes Cravens originalfilm från 1984. Filmen kretsar kring ett gäng ungdomar som blir förföljda och mördade i sina drömmar av en man vid namn Freddy Krueger.

## Handling
Dean Russell (Kellan Lutz) råkar somna medan han är på Springwood Cafe tillsammans med sin flickvän, Kris Fowles (Katie Cassidy). I drömmen möter han en man täckt av brännsår bärande en röd-grön tröja och en klo på ena handen. Den brännskadade mannen skär halsen av Dean i drömmen, men i verkligheten ser det ut som att Dean skär halsen av sig själv, för Kris och servitrisen Nancy Holbrook (Rooney Mara) som ser på. Vid Deans begravning hittar Kris ett fotografi av henne och Dean som barn, trots att hon inte kan minnas att de känt varandra innan high school. Kris börjar även hon att drömma om den brännskadade mannen och vägrar att somna av rädsla för att bli dödad i sina drömmar. Jesse Braun (Thomas Dekker), Kris ex-pojkvän, kommer hem till henne för att hålla henne sällskap medan hon sover, men Kris möter den brännskadade mannen i sina drömmar och blir mördad. Täckt av blod, springer Jesse hem till Nancy för att försöka förklara vad som hände och får reda på att Nancy också drömt om samma man. Mannens namn är Freddy Krueger (Jackie Earle Haley).
Jesse blir anhållen av polisen, misstänkt för mordet på Kris och blir sedan mördad när han råkar somna i sin fängelsecell. Nancy börjar efter det undra vad allas koppling till varandra är, eftersom ingen av dem kommer ihåg varandra innan tonåren. Nancy och hennes vän Quentin Smith (Kyle Gallner) får reda på att de alla gick på samma dagis tillsammans. Nancys mamma, Gwen (Connie Britton) berättar motvilligt att det fanns en trädgårdsmästare på dagiset, Fred Krueger, som gjorde illa Nancy och de andra barnen. Gwen förklarar att Nancy var hans favorit och kom hem en dag och berättade om hans "magiska grotta" och vad som försiggick där nere. Gwen hävdar att Krueger lämnade staden innan han kunde arresteras. Nancy tror henne inte och försöker leta reda på resten av barnen. Nancy upptäcker sedan att alla de andra barnen blivit dödade, de flesta i sina drömmar. Under tiden försöker Quentin inse att hans drömmar bara är undertryckta drömmar, men han somnar under sin simträning och får se vad som verkligen hände Krueger. Quentin ser alla föräldrarna jaga Kreuger och sedan bränna honom levande. Quentin och Nancy konfronterar Quentins far, Alan Smith (Clancy Brown), eftersom de mördade Kreuger utan några bevis på att han begått några brott. Detta får Nancy och Quentin att tro att Freddy är ute efter hämnd eftersom de ljög som barn. Nancy och Quentin, som båda börjat sporadiskt drömma medan de är vakna, på grund av insomni bestämmer sig för att bege sig till dagiset för att få reda på så mycket de kan om Krueger.
På vägen till dagiset somnar Nancy och attackeras av Freddy, men när hon blir väckt av Quentin upptäcker de att hon fått med sig en bit av Freddys tröja till verkligheten. Quentin tar Nancy till sjukhuset eftersom hon fått armen uppskuren. Väl där så stjäl han adrenalin och en injektionsspruta för att de ska hålla sig vakna. Nancy och Quentin lämnar sjukhuset och kommer slutligen fram till dagiset. Quentin hittar Kruegers "magiska grotta" och bevis på att Kreuger fysiskt och sexuellt utnyttjade barnen. De inser att Krueger är ute efter hämnd eftersom de berättade sanningen. Nancy bestämmer sig för att enda sättet att få stopp på Krueger är att få ut honom ur drömvärlden och döda honom i verkligheten. Quentin försöker hålla sig vaken länge nog att väcka Nancy när hon har Freddy i drömmen, men han somnar och blir attackerad. Krueger hoppar sedan på Nancy och förklarar att han avsiktligt sparade henne till sist så att när hon till slut somnade, inte skulle kunna vakna. Medan Nancy kämpar mot Freddy, vaknar Quentin och använder adrenalinsprutan för att väcka Nancy som drar med sig Freddy till verkligheten. Medan Krueger är distraherad av Quentin, använder sig Nancy av en papperskniv för att hugga av Freddys handskbeklädda hand och sedan skära halsen av honom. Nancy bränner sedan det hemliga rummet, tillsammans med Kruegers kropp och de flyr efteråt. Nancy och hennes mamma kommer hem från sjukhuset och blir tillsagd att sova lite. Plötsligt dyker Krueger upp i en spegels reflektion och dödar Nancys mamma och drar henne sedan genom spegeln medan Nancy skriker.

## Skådespelare
- Jackie Earle Haley som Freddy Krueger
- Kyle Gallner som Quentin Smith
- Rooney Mara som Nancy Holbrook
- Katie Cassidy som Kris Fowles
- Thomas Dekker som Jesse Braun
- Kellan Lutz som Dean Russell
- Clancy Brown som Alan Smith